# Богоје (војвода)
Војвода Богоје (умро после 1332) је био српски великаш са простора Зете из 14. века. Познат је по томе што је 1332. године устао против краља Душана.

## Биографија
Војвода Богоје је био зетски великаш из 14. века. Предводио је српску властелу која је помогла Душану да збаци са престола оца Стефана.
Душан је на власт дошао 1331. године збацивши свога оца Стефана Дечанског. У побуни против оца имао је подршку зетске властеле предвођене војводом Богојем. За краља је крунисан септембра 1331. године у цркви Св. Јована Претече у Сврчину, од стране архиепископа Данила. Већ 1332. пред Ускрс године имамо вести о побуни против Душанове владавине. Избила је у Зети, на истом месту где је годину дана раније Душан подигао побуну против оца. Побуна показује да је у преврату у коме је Стефан Дечански збачен властела имала главну улогу.
Побуна против Душана избила је због тога што награде за његов успешан долазак на власт нису стизале довољно брзо. Од краља се одметнуо војвода Богоје који је држао трг Свети Срђ на реци Бојани. За Свети Срђ су најзаинтересованији били трговци, пре свега Дубровчани. Они су послали свој брод у Свети Срђ. Душана су убеђивали да је то у његовом интересу тј. да желе наговорити Богоја да одустане од побуне. Одметници су наносили штете неким млетачким бродовима. Захваљујући томе познато је име још једног од побуњеника. Био је то Арбанас Димитрије Сума. Овај властелин је, по свој прилици, био сусед војводе Богоја. Овде се прекидају вести о побуни. Душан ју је вероватно угушио, могуће мирним путем, уз посредовање Дубровчана. Богоје се после 1332. године не помиње у историјским изворима.